# Kiosque du parc de Bruxelles
Le kiosque à musique du parc de Bruxelles est un témoin de l'architecture éclectique en Belgique situé dans le parc de Bruxelles, en Belgique.

## Historique
À la suite de l'engouement pour la musique militaire, les kiosques à musique se sont multipliés au XIXe siècle.
Aux premiers kiosques en bois succédèrent dès les années 1840 des kiosques en métal.
Celui du parc de Bruxelles fut construit en 1841 par l'architecte Jean-Pierre Cluysenaar, figure marquante de l'architecture éclectique à Bruxelles et en Belgique.